# Mersch
Mersch es una ciudad luxemburguesa ubicada en el Cantón de Mersch y capital del mismo cantón. Es reconocida por el Castillo de Mersch.

## Historia
En 2001, la ciudad de Mersch, que se encuentra en el centro de la comuna, tenía una población de 3345 habitantes. Otras ciudades dentro de la comuna incluyen Beringen, Berschbach, Moesdorf, Pettingen, Reckange, Rollingen y Schoenfels.

## Cultura
En Mersch se encuentra el Centro Nacional de Literatura, el archivo literario nacional de Luxemburgo. En la ciudad se localiza una de las seis sedes regionales de la Policía Gran Ducal.

## Deporte
- FC Marisca Mersch juega en la División Nacional de Luxemburgo.